# 혼구역
혼구역(일본어: 本宮駅)은 일본 도야마현 도야마시에 위치한 도야마 지방 철도 다테야마 선의 철도역이다. 단선 승강장 1면 1선의 구조를 갖춘 지상역이다.

## 이용 현황
| 연도 | 1일 평균 승차 인원 |
| ---- | ------------------ |
| 2006 | 13                 |
| 2007 | 13                 |
| 2008 | 14                 |
| 2009 | 13                 |
| 2010 | 14                 |
| 2011 | 13                 |
| 2012 | 13                 |
| 2013 | 13                 |
| 2014 | 12                 |
| 2015 | 13                 |
| 2016 | 19                 |

## 역 주변
- 다테야마 산록 스키장

## 역사
- 1937년 10월 1일 : 도야마 현영 철도, 지가키 역 - 구 · 아와쓰노 역 간 개통에 의해 개업.
- 1942년 6월 1일 : 지가키 역 - 아와쓰노 역 간을 도야마 현영 철도로부터 니혼하쓰 송전으로 양도. 니혼하쓰 송전의 역이 됨.
- 1943년 1월 1일 : 도야마 현영 철도와 니혼하쓰 송전의 교통사업을 통합해, 도야마 지방 철도 발족. 도야마 지방 철도의 역이 됨.
- 1954년 4월 1일 : 오미 역 (현재의 아리미네구치 역) - 구 · 아와쓰노 역 간이 다테야마 개발 철도로 양도되어, 다테야마 개발 철도의 역이 됨.
- 1962년 4월 1일 : 오미 역 - 센주구하라 역 (현재의 다테야마 역) 간이 도야마 지방 철도로 양도되어, 다시 도야마 지방 철도의 역이 됨.

## 인접 역
| 도야마 지방 철도 다테야마 선 | 도야마 지방 철도 다테야마 선 | 도야마 지방 철도 다테야마 선 |
| ---------------------------- | ---------------------------- | ---------------------------- |
| 아리미네구치 데라다 방면     | ■ 다테야마 선                | 다테야마 다테야마 방면       |